# Floris van Son
Pour les articles homonymes, voir van Son.
Floris van Son est un joueur de hockey sur gazon canadien évoluant au poste d'attaquant au THC Hurley et avec l'équipe nationale canadienne,.

## Biographie
Floris est né le 5 février 1992 à Apeldoorn, aux Pays-Bas.

## Carrière
Il a été appelé en équipe nationale première en 2021 pour concourir aux Jeux olympiques d'été à Tokyo, au Japon,.

## Palmarès
- : 2e à la Coupe d'Amérique en 2017
- : 3e à la Coupe d'Amérique en 2022